# Zimmern (Schwäbisch Gmünd)
Zimmern ist ein Ortsteil von Hussenhofen, einem Stadtteil von Schwäbisch Gmünd in Baden-Württemberg.

## Geographie

### Geographische Lage
Zimmern liegt etwa sieben Kilometer östlich von Schwäbisch Gmünd im Tal der Rems an der Einmündung des Krümmlingsbachs in die Rems. Es befindet sich zwischen Hussenhofen und Böbingen an der Rems. Weitere Nachbarortschaften sind Bargau, Beiswang, Iggingen und Bettringen.
Zu Zimmern zählt der Wohnplatz Hirschmühle.

## Geschichte

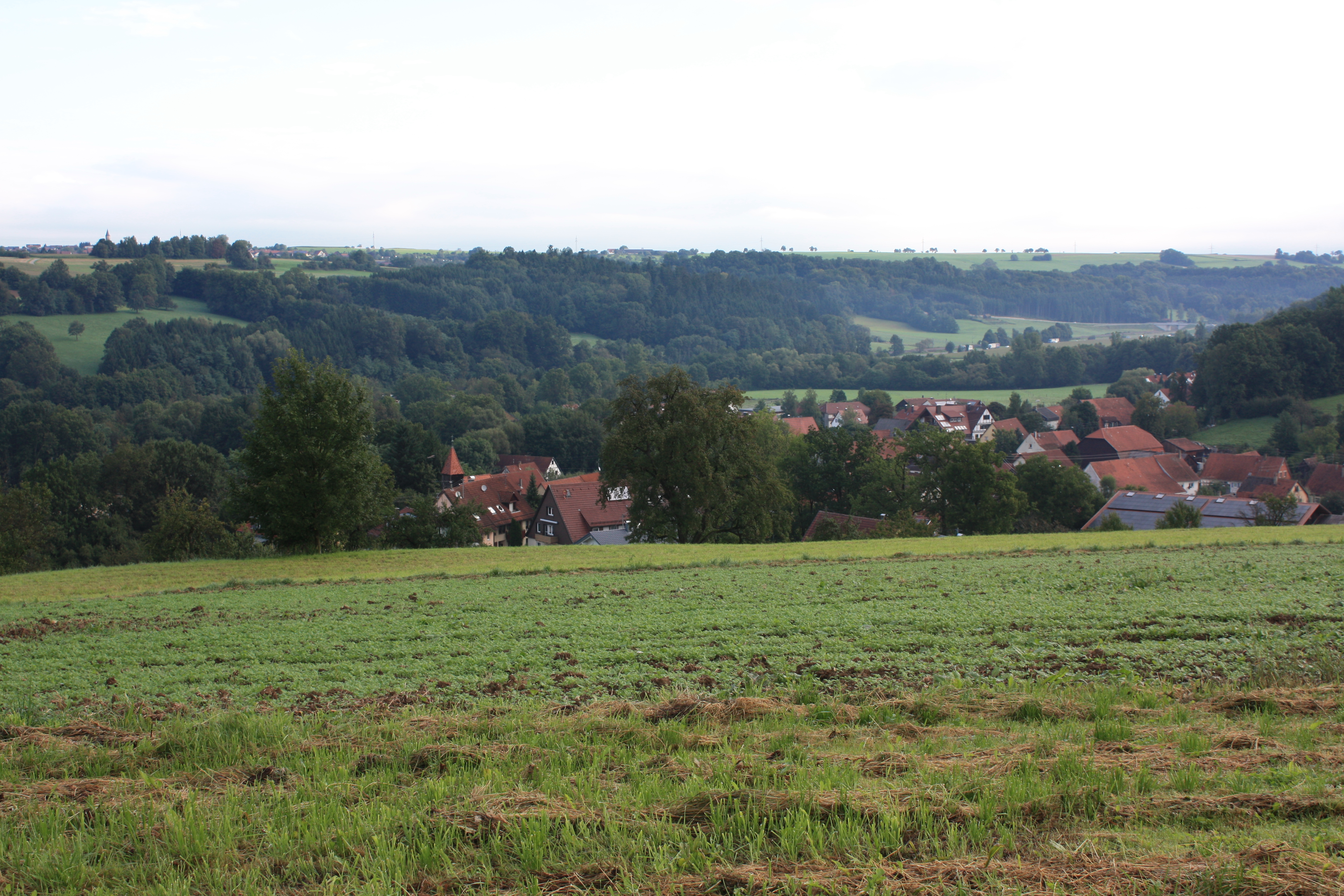
Ortsteil Zimmern

Durch den heutigen Ortsteil verlief in provinzialrömischer Zeit eine Römerstraße, die das Kastell Schirenhof mit dem Kastell Unterböbingen verband und schließlich in Aalen endete. Ausgegrabene Gebrauchskeramik zeugt von einer Siedlungstätigkeit in römischer Zeit. Mangels baulicher Befunde sind keine Aussagen über die Art der Siedlung möglich.
Zimmern wird mutmaßlich 839 erstmals urkundlich erwähnt, als Kaiser Ludwig der Fromme dem Abt von Fulda erlaubt, 10 verlassene Huben in „Zimbra“ vom königlichen Vasallen Helmerich gegen Güter in Steinheim am Albuch und Hammerstadt einzutauschen.
Die Pfalzgrafen von Schwaben statteten ihre Klostergründung Anhausen im frühen 12. Jahrhundert mit ihren Gütern in „Cimbren“ aus. Allerdings sind sowohl das „Zimbra“ von 839 als auch das „Cimbren“ der Dillinger nicht zweifelsfrei als das heutige Zimmern zu identifizieren.
1333 verkauft Ritter Konrad von Rechberg und Hohenrechberg den letzten Rechbergischen Besitz in Form seiner Rechte und Güter einschließlich der Vogtei und der Eigenleute an einen Gmünder Bürger. Ein Walter der alte Kurz stiftete dem Spital 1324 unter anderem 2½ Malter Korn aus seinen Äckern in Zimmern als Almosen.
Das Kloster Gotteszell und die Bauernschaft von Zimmern schlossen 1372 einen Vertrag, der das Lesen einer Freitagsmesse in der Kapelle zu Zimmern durch den Pfarrer von Iggingen, dessen Filiale Zimmern war, regelt. 1440 wird dieser Vertrag bestätigt. Das Kirchenpatronat lag zunächst in den Händen der Herren von Rechberg, später beim Kloster Gotteszell. In der Reformation wurden die ehemaligen Lorcher Untertanen der protestantischen Pfarrei Oberböbingen eingepfarrt, die katholischen Gmünder Untertanen verblieben mitsamt der Kapelle in der Pfarrei Iggingen.
1543 verzeichnet die Dorfordnung die Reichsstadt Schwäbisch Gmünd und das Kloster Lorch als alleinige Ortsherren in Zimmern.
1587 wird am Fuße des Schmiedebergs eine Flaudenschmiede erwähnt, die Alteisen für die damals bedeutenden Gmünder Sensenschmiede verarbeitete.
1802 kam Hussenhofen mit Gmünd zu Württemberg und wurde mit Zimmern dem Schultheißenamt Böbingen zugeschlagen. 1819 ging Hussenhofen an die neugebildete Gemeinde Herlikofen über. Zimmern und Hirschmühle wurden erst am 1. April 1938 von Oberböbingen nach Herlikofen eingemeindet.
Bis 1917 erhielt Zimmern sein Trinkwasser aus der örtlichen Bronnwiesenquelle, bevor der Ort über den Zweckverband der Mutlanger Wasserversorgungsgruppe an die Landeswasserversorgung angeschlossen wurde. Ab 1920 erhielt Zimmern Anschluss an das Stromnetz der Ueberlandwerk Jagstkreis.
Mit dem Bau eines neuen Wohngebietes im Gewann Lachgang begann in den 1950er Jahren der Umbruch von einem landwirtschaftlich geprägten Weiler zur Wohngemeinde. 1968 wurde im Ort der Kindergarten eingeweiht.
Als 1968 die Bürger der Gemeinde Herlikofen über die Eingemeindung nach Schwäbisch Gmünd abstimmten, kam es in Zimmern und Hirschmühle zu einem Patt. Während sich sowohl die Bürger Hussenhofens als auch die Einwohner Herlikofens mit jeweils deutlichen Mehrheiten für die Eingemeindung nach Schwäbisch Gmünd stimmten, war die Meinung in Zimmern und Hirschmühle gespalten. Dort stimmten 107 Einwohner für und 107 Einwohner gegen die Eingemeindung.
Am 1. Januar 1969 wurde Herlikofen nach Schwäbisch Gmünd eingemeindet. Hussenhofen wurde mit Zimmern, Burgholz, Hirschmühle und Birkhof ein eigenständiger Stadtteil. Zimmern und Hirschmühle erhielt im Rahmen der unechten Teilortswahl einen Sitz im Gemeinderat garantiert. Im Ortschaftsrat Hussenhofen–Zimmern hat Zimmern 2 Sitze.

### Hirschmühle
Hirschmühle wurde als Besitz des Klosters Lorch 1284 erstmals urkundlich erwähnt, als Abt und Konvent des Klosters Lorch Hürschmann dem Jüngeren die Hirschmühle als Lehen geben. 1870 wurden in Hirschmühle 13 Einwohner, 1900 30 Einwohner registriert. Seit den 1950er Jahren wurde aus dem ehemaligen Mühlenplatz ein Gewerbestandort mit einem Sägewerk. Durch den Bau einer Wohnsiedlung hat sich Hirschmühle zu einem eigenen Weiler entwickelt.

### Wappen
| Wappen von Zimmern | Blasonierung: „Schräggeteilt von Rot und Grün durch einen goldenen (gelben) Balken; vorn drei silberne (weiße) Kugeln, hinten ein aufrechtes goldenes (gelbes) Zimmermannsbeil.“                                                    |
| Wappen von Zimmern | Wappenbegründung: Das Zimmermannsbeil weist als redender Wappenteil auf einen Zimmermann hin („Zimmern“), die drei Kugeln stammen aus dem Wappen der Gmünder Patrizierfamilie Kurz, die im 14. Jahrhundert in Zimmern begütert war. |

### Einwohnerentwicklung
| Jahr | Einwohnerzahlen |
| ---- | --------------- |
| 1870 | 188             |
| 1900 | 234             |
| 1933 | 286             |
| 1950 | 405             |
| 1970 | 538             |
| 2012 | 653             |

## Kultur und Sehenswürdigkeiten

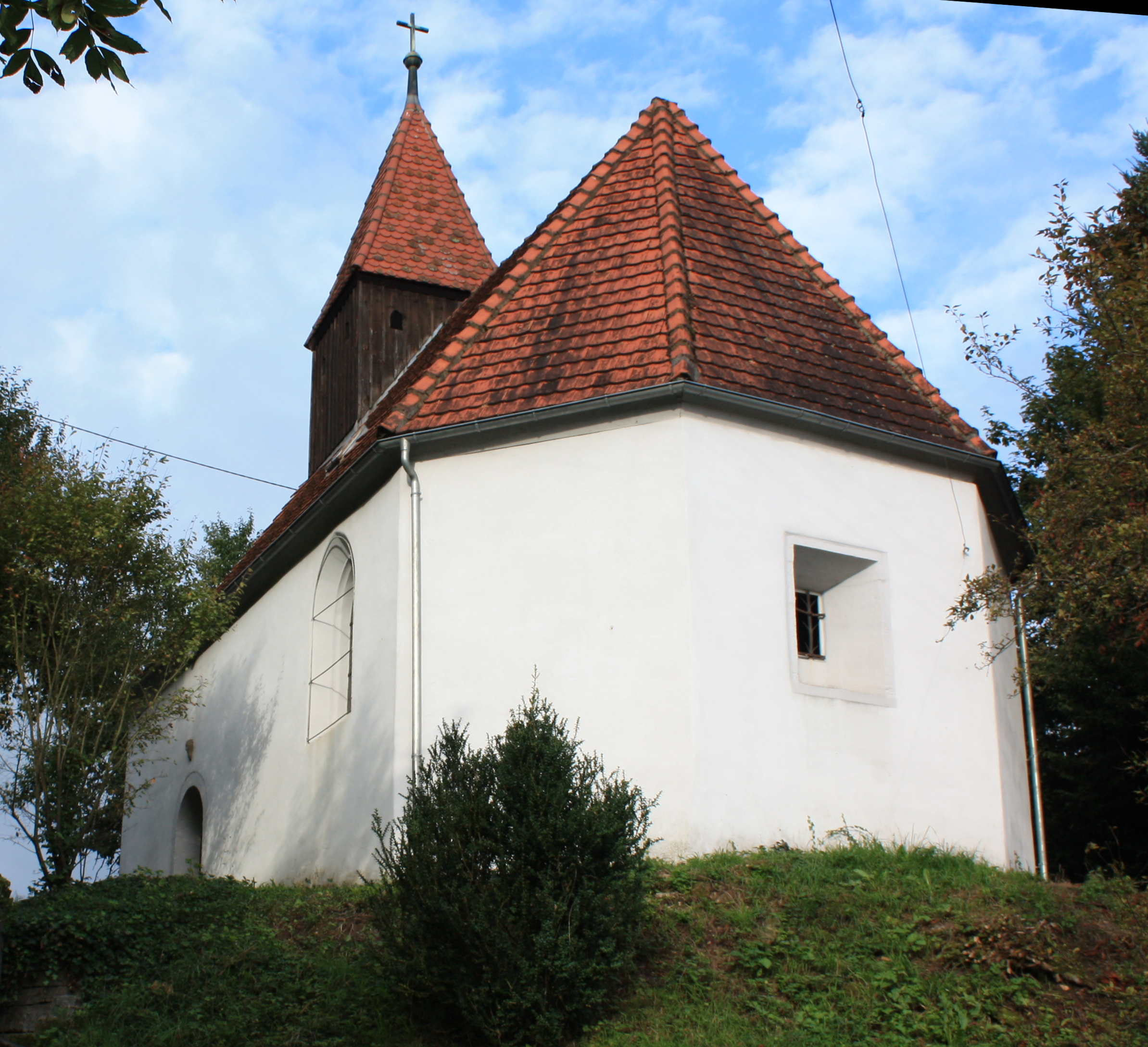
Die Johanneskapelle auf dem Böckelsberg

Auf dem Böckelsberg am nordwestlichen Dorfrand steht die Kapelle St. Johannes Baptist. Der Gottesdienstraum stammt vermutlich aus dem 14. Jahrhundert, das Dachwerk und das Glockentürmchen datieren aus dem Jahr 1411. Die Bemalung des Getäfers und der Empore stammt aus dem Jahr 1727. 1936 wurde die Kapelle restauriert, wobei der Kirchenmaler Alois Schenk die Malarbeiten vornahm. Weitere Renovierungen fanden 1954, 1974 und 1995 statt. Die beiden Glocken wurden 1783 und 1948 gegossen. Im Barockaltar befinden sich eine spätgotische Madonna mit Kind sowie jeweils eine 80 cm große Figur des Kapellenpatrons Johannes der Täufer und der Heiligen Barbara.

## Wirtschaft und Infrastruktur

### Verkehr
Zimmern ist durch eine Auffahrt an die am Ort vorbeiführende Bundesstraße 29 angebunden. Außerdem sind das Gewerbegebiet Gügling und der Teilort Bettringen direkt durch eine Straße mit Zimmern verbunden. Des Weiteren ist Zimmern mit der Linie 5 des Stadtbus Gmünd an die Innenstadt von Schwäbisch Gmünd angebunden.

### Wirtschaft
Zimmern ist landwirtschaftlich geprägt, es gibt mehrere Bauernhöfe, die das Umland bewirtschaften. Um den Ort herum gibt es ausgedehnte bewirtschaftete Streuobstwiesen. Außerdem gibt es am Ort Gastronomie und Handwerk.

## Vereine
Der Sängerkranz Zimmern wurde 1903 gegründet. Die Dorfgemeinschaft Zimmern-Hirschmühle e. V. wurde 2020 gegründet.